# The Pinball of the Dead
The Pinball of the Dead — компьютерная игра в жанре пинбол, разработанная командой Eighting Co., Ltd. и выпущенная компаниями Sega и THQ эксклюзивно для портативной игровой консоли Game Boy Advance в 2002 году в США и Японии, и в 2003 в Европе.

## Сюжет
The Pinball of the Dead сюжетно основана на второй игре серии The House of the Dead 2.

## Геймплей
Уничтожение зомби осуществляется с помощью шарика, которым необходимо манипулировать на игровом поле. Поля также заимствуют элементы локаций из The House of the Dead 2.

## Отзывы
| Сводный рейтинг    | Сводный рейтинг |
| Агрегатор          | Оценка          |
| ------------------ | --------------- |
| GameRankings       | 78,07 %         |
| Metacritic         | 79/100          |
| Иноязычные издания |                 |
| Издание            | Оценка          |
| AllGame            | [ 3 ]           |
| EGM                | 6,67/10         |
| Famitsu            | 31/40           |
| Game Informer      | 9/10            |
| GamePro            | [ 7 ]           |
| GameSpot           | 8/10            |
| GameSpy            | [ 9 ]           |
| GameZone           | 9/10            |
| IGN                | 8/10            |
| Nintendo Power     | 4/5             |

Игра была встречена положительными оценками после релиза. На Game Rankings The Pinball of the Dead имеет 78,07 %, в то время как на Metacritic рейтинг игры составляет 79 из 100. В свою очередь в журнале Famitsu игра имеет 31 балл из 40.